# Eric Braamhaar
Eric Braamhaar (Rijssen, 1966. október 13. –) holland nemzetközi labdarúgó-játékvezető.

## Pályafutása
Pályafutása során hazája legfelső szintű labdarúgó-bajnokságának játékvezetője lett.

### Nemzeti kupamérkőzések
Vezetett Kupa-döntők száma: 3.

#### Holland Kupa
A holland JB elismerve szakmai felkészültségét több alkalommal megbízta a döntő koordinálásával.
| Időpont           | Helyszín                      | Mérkőzés típusa | Mérkőzés       | Eredmény | Nézők száma |
| ----------------- | ----------------------------- | --------------- | -------------- | -------- | ----------- |
| 2005. május 29.   | Feijenoord Stadion, Rotterdam | döntő           | Willem II–PSV  | 0 : 4    | 35 000      |
| 2006. május 7.    | Feijenoord Stadion, Rotterdam | döntő           | Ajax–PSV       | 2 : 1    | 35 000      |
| 2010. április 25. | Városi Stadion, Amszterdam    | döntő           | Ajax–Feyenoord | 2 : 0    | 37 283      |

### Nemzetközi játékvezetés
A Holland labdarúgó-szövetség (KNVB) Játékvezető Bizottsága (JB) 2002-ben terjesztette fel nemzetközi játékvezetőnek, a Nemzetközi Labdarúgó-szövetség (FIFA) bíróinak keretébe. Több nemzetek közötti válogatott és klubmérkőzést vezetett. A holland nemzetközi játékvezetők rangsorában, a világbajnokság-Európa-bajnokság sorrendjében az 5. helyet foglalja el 11 találkozó szolgálatával. 2008-ban az elit ligából egy rosszul sikerült közreműködés miatt visszaminősítették a „mester” kategóriából.

#### Világbajnokság
2003-ban Finnországban rendezték az U17-es labdarúgó-világbajnokságot, ahol a FIFA JB bemutatta a nemzetközi résztvevőknek.
| Időpont             | Helyszín                  | Mérkőzés típusa        | Mérkőzés               | Eredmény | Nézők száma |
| ------------------- | ------------------------- | ---------------------- | ---------------------- | -------- | ----------- |
| 2003. augusztus 13. | Veritas Stadion, Turku    | selejtező (B. csoport) | Argentína–Ausztrália   | 2 : 0    | 4 124       |
| 2003. augusztus 16. | Finnair Stadion, Helsinki | selejtező (A. csoport) | Finnország–Mexikó      | 0 : 2    | 10 176      |
| 2003. augusztus 20. | Ratina Stadion, Tampere   | selejtező (C. csoport) | Portugália–Kamerun     | 5 : 5    | 4 723       |
| 2003. augusztus 23. | Lahden Stadion, Lahti     | egyik negyeddöntő      | Argentína–Mexikó       | 2 : 0    | 5 030       |
| 2003. augusztus 30. | Finnair Stadion, Helsinki | döntő                  | Brazília–Spanyolország | 1 : 0    | 10 452      |

2005-ben Hollandiában rendezték az U20-as labdarúgó-világbajnokságot, ahol a FIFA JB játékvezetőként alkalmazta.
| Időpont          | Helyszín                     | Mérkőzés típusa        | Mérkőzés         | Eredmény | Nézők száma |
| ---------------- | ---------------------------- | ---------------------- | ---------------- | -------- | ----------- |
| 2005. június 11. | Galgenwaard Stadion, Utrecht | selejtező (B. csoport) | Törökország–Kína | 1 : 2    | 10 000      |

A világbajnoki döntőhöz vezető úton Németországba a XVIII., a 2006-os labdarúgó-világbajnokságra és Dél-Afrikába a XIX., a 2010-es labdarúgó-világbajnokságra a FIFA JB játékvezetőként alkalmazta.
| Időpont             | Helyszín                           | Mérkőzés típusa           | Mérkőzés                         | Eredmény | Nézők száma |
| ------------------- | ---------------------------------- | ------------------------- | -------------------------------- | -------- | ----------- |
| 2004. október 9.    | Josy Barthel Stadion, Luxembourg   | előselejtező (3. csoport) | Luxemburg–Oroszország            | 0 : 4    | 3 670       |
| 2005. június 4.     | Hampden Park Stadion, Glasgow      | előselejtező (5. csoport) | Skócia–Moldova                   | 2 : 0    | 45 713      |
| 2008. október 11.   | Metallist Stadion, Harkiv          | előselejtező (6. csoport) | Ukrajna–Horvátország             | 0 : 0    | 38 500      |
| 2009. március 28.   | Darius & S Girenas Stadion, Kaunas | előselejtező (7. csoport) | Litvánia–Franciaország           | 0 : 1    | 8 700       |
| 2009. szeptember 5. | Republik Stadion, Jereván          | előselejtező (5. csoport) | Örményország–Bosznia-Hercegovina | 0 : 2    | 1 800       |

#### Európa-bajnokság
Az európai-labdarúgó torna döntőjéhez vezető úton Ausztriába és Svájcba a XIII., a 2008-as labdarúgó-Európa-bajnokságra illetve Ukrajnába és Lengyelországba a XIV., a 2012-es labdarúgó-Európa-bajnokságra az UEFA JB játékvezetőként foglalkoztatta.
| Időpont             | Helyszín                           | Mérkőzés típusa           | Mérkőzés                        | Eredmény | Nézők száma |
| ------------------- | ---------------------------------- | ------------------------- | ------------------------------- | -------- | ----------- |
| 2006. szeptember 2. | Dózsa Stadion, Budapest            | előselejtező (C. csoport) | Magyarország–Norvégia           | 1 : 4    | 15 000      |
| 2006. október 11.   | Petrovszkij Stadion, Szentpétervár | előselejtező (E. csoport) | Észtország–Oroszország          | 2 : 0    | 21 500      |
| 2007. március 28.   | Windsor Park Stadion, Belfast      | előselejtező (F. csoport) | Észak-Írország–Svédország       | 2 : 1    | 14 500      |
| 2007. szeptember 8. | FK Crvena Zvezda Stadion, Belgrád  | előselejtező (A. csoport) | Szerbia–Finnország              | 0 : 0    | 15 000      |
| 2007. november 21.  | Ali Sami Yen Stadion, Isztambul    | előselejtező (C. csoport) | Törökország–Bosznia-Hercegovina | 1 : 0    | 25 500      |
| 2010. oktober 9.    | Estádio do Dragão Stadion, Porto   | előselejtező (H. csoport) | Portugália–Dánia                | 3 : 1    | 27 000      |

## Sportvezetőként
A holland JB (KNVB) játékvezető ellenőre.